# 1988年の政治
1988年の政治（1988ねんのせいじ）では、1988年（昭和63年）の政治分野に関する出来事について記述する。

## できごと

### 1月
- 1月13日 -  蔣経国総統が死去。副総統であった李登輝が総統に昇格。

### 2月
- 2月17日 -  ソ連共産党中央委員会総会、ボリス・エリツィン政治局員候補を解任。
- 2月22日 -  ソ連のアゼルバイジャン共和国のスムガイトで暴動発生。
- 2月25日 -  韓国の盧泰愚大統領が就任。

### 3月
- 3月13日 -  「ソビエツカヤ・ロシア」紙にニーナ・アンドレーエワの論文掲載。
- 3月16日 -  イラン・イラク戦争末期のイラクで、サッダーム・フセイン政権下のイラクが、クルド人が多く住む同国内ハラブジャで、化学兵器を使い多くの住民を殺害したハラブジャ事件発生。
- 3月25日 -  チェコスロヴァキアのブラティスラバ（現スロバキア首都）で、共産党政権に反対する同国初の大規模民主化運動デモ発生。

### 4月
- 4月14日 -  ソ連がアフガニスタンからの撤退に関して合意（ジュネーヴ合意）。翌年2月15日迄に撤退を完了。
- 4月26日 -  韓国の第13代総選挙で、与党民主正義党が過半数を大きく割り込み敗北、金大中が率いる野党平和民主党が野党第二党に。

### 5月
- 5月15日 -  アフガンからのソ連軍の撤退開始。
- 5月23日 -  ソ連共産党中央委員会総会、党幹部の任期制を導入。
- 5月29日 -  モスクワで米ソ首脳会談開催。

### 6月
- 6月18日 -  朝日新聞が川崎市助役への利益供与疑惑を報道する。これが契機となりリクルート事件へと発展。
- 6月28日 -  第19回ソ連共産党協議会開催（7月1日まで）。人民代議員大会、最高会議議長職の創設を承認。

### 7月
- 7月3日 -  イラン航空655便エアバスA300B2がアメリカ海軍のイージス艦「ヴィンセンズ」に撃墜され、乗客298名が死亡。
- 7月23日
  -  なだしお事件。遊漁船「第一富士丸」と海上自衛隊の潜水艦「なだしお」が衝突、死者30名。負傷者17名。
  -  ネ・ウィンビルマ社会主義計画党議長辞任。

### 8月
- 8月8日 -  ビルマで、8888民主化運動が発生。
- 8月15日 -  全国戦没者追悼式。昭和天皇最後の臨席となる。
- 8月20日 - ・ イラン・イラク戦争停戦。
- 8月24日 -  なだしお事件の責任取る形で瓦力防衛庁長官が引責辞任。後任に同じ宮澤派の田澤吉郎が就任。

### 9月
- 9月16日 -  ゴルバチョフ書記長、クラスノヤルスク演説。
- 9月18日 -  ビルマでクーデター。国家法秩序回復評議会が全権掌握。
- 9月19日 -  昭和天皇、大量吐血。9月22日から皇太子明仁親王が国事行為臨時代行として国事行為の全般を代行。
- 9月30日 -  ソ連共産党緊急中央委員会総会。アンドレイ・グロムイコ政治局員（ソビエト連邦最高会議幹部会議長）らが解任。

### 10月
- 10月1日 -  ゴルバチョフ書記長、最高会議幹部会議長を兼務。
- 10月7日 - / ラトビアで人民戦線結成。
- 10月22日 - / リトアニアでサユディス結成。

### 11月
- 11月8日 -  アメリカ大統領選挙でジョージ・ハーバート・ウォーカー・ブッシュがマイケル・デュカキスを破って当選。
- 11月15日 -  PLOがチュニジアのチュニスでパレスチナ国家独立を宣言。
- 11月16日 - / エストニア最高会議主権宣言。
- 11月28日 -  ソ連共産党中央委員会総会、憲法改正などを決定。

### 12月
- 12月2日 -  パキスタン総選挙で勝利したベーナズィール・ブットーが同国首相に就任。イスラム国家では初の女性首相・国家指導者となる。
- 12月7日 -  ゴルバチョフ書記長、国連総会に出席し、通常兵力50万人削減を発表。
- 12月9日 -  宮澤喜一蔵相がリクルート疑惑で辞任。
- 12月24日 -  消費税の導入を柱とした税制改革6法案が成立。
- 12月27日 -  竹下改造内閣発足。
- 12月30日 -  長谷川峻法務大臣が辞任。後任に高辻正己。

この年、アルカーイダが組織される。